# 贝尔斯登公司
貝爾斯登公司（英語：The Bear Stearns Companies, Inc.，當時紐約證券交易所原代碼：BSC），美国主要投资银行，后被摩根大通收购。

## 历史
成立於1923年，是美國第五大的投资银行與主要证券交易公司之一（2008年3月資料），主要從事资本市场、财富管理等领域的金融服务。總部位于美國紐約市。有85年歷史的貝爾斯登，歷經了美國20世紀30年代的大蕭條和多次經濟起落，但終於在2008年的美國次級按揭風暴中嚴重虧損，瀕臨破產而被收購。
2008年3月16日，在美國聯邦儲備局（聯儲局）緊急出手，同意「包底」300億美元，貸款支持美國摩根大通公司後，摩根大通公司隨即宣布将以總值约2.36億美元（每股2美元的初步建議價格）收購次級按揭風暴中濒临破产的貝爾斯登公司。收購價是貝爾斯登1985年上市時股價的三分一，和2007年高峰期的159美元更有天壤之別。貝爾斯登股價於被收購前幾日大幅急跌：由3月12日的收市價61.58美元急跌至3月17日的收市價4.81美元（當日最低更曾見2.84美元，接近是次摩根大通提出之初步收購價2美元）。收購消息落實後，貝爾斯登股價已見回穩，3月18日收報5.91美元；並於3月24日，摩根大通提高收購價至約10美元後，穩定在10美元以上。
2008年3月17日美國财政部长保爾森在白宮與總統布殊及其經濟顧問的會議後，對媒體表示，確保美國金融市場的有序運行是現行首要任務，與其讓這家美國第五大投資銀行申請破產，不如安排其被併購。為促進摩根大通達成交易，美國聯儲局承諾將為貝爾斯登「流動性較差的資產」提供不超過300億美元的資金。
2008年3月24日，摩根大通與及貝爾斯登聯合公布「經修訂後的收購協議」
：根據修訂條款，每一股貝爾斯登公司的普通股將可兌換0.21753股的摩根大通普通股（比修訂前的0.05473股高約4倍），以摩根大通普通股3月20日於紐約證券交易所收市價計算，收購價相當於$10美元。兩家公司的董事會，已批准了修訂後的收購協議。而全體貝爾斯登公司的董事會董事，均已表示他們會表決支持該修訂後的收購協議。
與此同時，摩根大通與貝爾斯登達成一份股份購買協議。根據協議，摩根大通將以現金方式認購9500萬股貝爾斯登新發行的普通股，相當於貝爾斯登經擴大後的39.5 ％的股權，價格與3月24日公佈之經修訂後收購價相同（即每股新股作價10美元）。有關新股認購，會於2008年4月8日完成。款項將作為應急資金，支持貝爾斯登，應付是次金融危機。
而美國紐約聯邦儲備銀行的300億美元（與貝爾斯登收購相關的）特別融資亦同時作出修訂：紐約聯邦儲備銀行將接管及控制貝爾斯登價值300億美元的資產組合，為摩根大通的收購提供便利，這些資產產生的任何收益都將歸聯儲局所有。而上述資產的任何相關損失之中，首十億美元將由摩根大通承擔，而剩餘290億美元的融資，將由聯儲局按目前2.5%的貼現率水平，提供融資予摩根大通。
2008年3月28日，貝爾斯登和摩根大通達成臨時借款協議，以便在雙方的收購交易失敗時，保障摩根大通的利益。據呈交美國證交會（SEC）的材料顯示，對於在收購交易完成前摩根大通向貝爾斯登提供的貸款或信貸額度，以及摩根大通替貝爾斯登償還的債務，一旦收購交易失敗，貝爾斯登將會如數奉還。貝爾斯登獲得上述資助，是以其接近全部的資產作為擔保。交易完成後，兩公司會合為一體，而這份臨時借款協議也就失去意義了。